# Кратов Магомед Вадимович
Магомед Вадимович Кратов (нар. 30 червня 2004, Судак, АР Крим, Україна) — український футболіст, центральний захисник одеського «Чорноморця».

## Життєпис
Народився в місті Судак, Автономна Республіка Крим. Вихованець акажемії київської «Зірки». У ДЮФЛУ з 2017 по 2021 рік виступав за столичні клуби «Зірка», ДЮСШ-26, «Зміна-Оболонь» та «Локомотив». У футболці «залізничників» дебютував на дорослому рівні 15 серпня 2023 року в програному (0:2) домашньому поєдинку 3-го раунду кубку України проти київського «Лівого берега». Магомед вийшов на поле на 81-й хвилині замість Данила Сидоренка. У Другій лізі України дебютував 20 серпня 2023 року в програному (0:2) домашньому поєдинку 3-го туру проти запорізького «Металурга-2». Кратов вийшов на поле на 26-й хвилині замість Олега Козішкурта. Першим голом на професійному рівні відзначився 11 листопада 2023 року на 20-й хвилині переможного (5:0) домашнього поєдинку 17-го туру Другої ліги України проти одеського «Реала Фарми». Магомед вийшов на поле в стартовому складі та відіграв увесь матч. У складі «Локомотива» зіграв 20 матчів (2 голи) у Другій лізі України та 1 поєдинок у кубку України.
У середині жовтня 2024 року відправився на перегляд у «Чорноморець». 18 січня 2025 року підписав контракт з «моряками» за системою 1+1. 